# 埃玛·伦德
埃玛·伦德（瑞典語：Emma Lundh，1989年6月26日—），瑞典女子足球运动员，场上位置是前锋。她曾代表瑞典国家队参加2015年国际足联女子世界杯，结果队伍获得第十六名。